# Henryk Rozen
Henryk Rozen – polski reżyser teatralny i radiowy, aktor, pedagog.

## Życiorys
W latach 1986–1991 był dyrektorem Teatru Polskiego Radia. Reżyserował w radiowych teatrach Europy, m.in. na antenie Radia BBC. W latach 1981–1984 był kierownikiem Zakładu Reżyserii Radiowej na Wydziale Radia i Telewizji Uniwersytetu Śląskiego. Jest laureatem tzw. „radiowego Oscara”, czyli nagrody Prix Italia w 1989 r. – za reżyserię radiową; ponadto jest wielokrotnym laureatem nagród na Festiwalu Teatru Polskiego Radia i Teatru Telewizji Polskiej „Dwa Teatry” w Sopocie. W latach 1992–1995 był głównym reżyserem w Teatrze Muzycznym im. Danuty Baduszkowej w Gdyni, gdzie potem objął funkcję dyrektora naczelnego i artystycznego; w latach 1998–2002 pełnił funkcję dyrektora artystycznego Teatru im. Wandy Siemaszkowej w Rzeszowie.
W 2012 został odznaczony Srebrnym Medalem „Zasłużony Kulturze Gloria Artis”.
W grudniu 2016 został nagrodzony Splendorem Splendorów za wkład w rozwój radia artystycznego.
Prywatnie był mężem aktorki Anny Chodakowskiej, Elżbiety Kijowskiej – aktorki i Joanny Strzemiecznej-Rozen: dziennikarki i dyrektor TVP3 Gdańsk.